# UX Tauri
UX Tauri (UX Tau / HD 285846 / HIP 20990) es un sistema estelar que se encuentra en la constelación de Tauro a unos 450 años luz de distancia del sistema solar. Está compuesto por tres jóvenes estrellas T Tauri, cuya edad se estima en sólo un millón de años. La componente principal del sistema, UX Tauri A, tiene tipo espectral G5V:e, UX Tauri B es de tipo M2e, y la más tenue del sistema, UX Tauri C, es de tipo M5. Esta última es un objeto de baja masa cerca del límite de ignición del hidrógeno. Catalogada como estrella variable, su brillo varía entre magnitud aparente +10,6 en el máximo y +13,7 en el mínimo.
UX Tauri A es una estrella similar al Sol, aunque mucho más joven, rodeada por un disco protoplanetario. En dicho disco se ha detectado un espacio vacío que se extiende desde 0,2 a 56 UA de la estrella, lo que equivale, en nuestro Sistema Solar, a aproximadamente al espacio que existe entre Mercurio y Plutón. Se piensa que la formación de uno o varios planetas puede ser responsable de la existencia de este vacío. El espacio vacío está rodeado, en ambos extremos, por dos gruesos discos de polvo, lo que le diferencia de otros discos circunestelares, en donde la estrella central tiene muy poco o nada de polvo a su alrededor. El disco exterior, situado más allá de 56 UA, contiene silicatos cristalinos.